# Lytarmes maculipennis
Lytarmes maculipennis là một loài tò vò trong họ Ichneumonidae.